# Campionato europeo maschile di pallavolo 1989
Il XVI campionato europeo maschile di pallavolo si svolse a Örebro e Stoccolma, in Svezia, dal 23 settembre al 1º ottobre 1989. Al torneo parteciparono 12 squadre nazionali europee e la vittoria finale andò per la prima volta all'Italia.

## Qualificazioni
Al campionato europeo partecipano la nazionale del paese ospitante, le prime 3 squadre classificate nel campionato del 1987 e 8 squadre provenienti dai gironi di qualificazione.

### Squadre già qualificate
- Svezia (Paese ospitante)
- Unione Sovietica (1º posto nel campionato europeo 1987)
- Francia (2º posto nel campionato europeo 1987)
- Grecia (3º posto nel campionato europeo 1987)

### Gironi di qualificazione
| Girone A                   | Girone B                          | Girone C             | Girone D           |
| -------------------------- | --------------------------------- | -------------------- | ------------------ |
| Germania Ovest Paesi Bassi | Polonia Bulgaria                  | Romania Germania Est | Italia Jugoslavia  |
| Ungheria Spagna Israele    | Cecoslovacchia Austria Portogallo | Turchia Belgio       | Norvegia Finlandia |

## Squadre partecipanti
| - Bulgaria - Francia - Germania Est - Germania Ovest - Grecia - Italia | - Jugoslavia - Paesi Bassi - Polonia - Romania - Svezia - Unione Sovietica |

## Gironi
| Gruppo A                                                   | Gruppo B                                                       |
| ---------------------------------------------------------- | -------------------------------------------------------------- |
| Bulgaria Francia Germania Est Germania Ovest Italia Svezia | Grecia Jugoslavia Paesi Bassi Polonia Romania Unione Sovietica |

## Fase finale

### Finali 9º e 11º posto - Stoccolma
|  | Semifinali 9º/12º posto | Semifinali 9º/12º posto | Semifinali 9º/12º posto |        |              | Finale 9º/10º posto  | Finale 9º/10º posto  | Finale 9º/10º posto  |  |
|  |                         |                         |                         |        |              |                      |                      |                      |  |
|  | Germania Est            | Germania Est            | 3                       |        |              |                      |                      |                      |  |
|  | Germania Est            | Germania Est            | 3                       |        |              |                      |                      |                      |  |
|  | Romania                 | Romania                 | 2                       |        |              |                      |                      |                      |  |
|  | Romania                 | Romania                 | 2                       |        | Germania Est | Germania Est         | 3                    |                      |  |
|  |                         |                         |                         |        | Germania Est | Germania Est         | 3                    |                      |  |
|  |                         |                         | Grecia                  | Grecia | 2            |                      |                      |                      |  |
|  | Grecia                  | Grecia                  | Grecia                  | Grecia | 2            | 3                    |                      |                      |  |
|  | Grecia                  | Grecia                  |                         |        |              | 3                    |                      |                      |  |
|  | Germania Ovest          | Germania Ovest          | 0                       |        |              | Finale 11º/12º posto | Finale 11º/12º posto | Finale 11º/12º posto |  |
|  | Germania Ovest          | Germania Ovest          | 0                       |        |              |                      |                      |                      |  |
|  |                         |                         |                         |        |              |                      |                      |                      |  |
|  |                         |                         |                         |        |              | Germania Ovest       | Germania Ovest       | 3                    |  |
|  |                         |                         |                         |        |              | Germania Ovest       | Germania Ovest       | 3                    |  |
|  |                         |                         |                         |        |              | Romania              | Romania              | 2                    |  |

### Finali 5º e 7º posto - Stoccolma
|  | Semifinali 5º/8º posto | Semifinali 5º/8º posto | Semifinali 5º/8º posto |          |         | Finale 5º/6º posto | Finale 5º/6º posto | Finale 5º/6º posto |  |
|  |                        |                        |                        |          |         |                    |                    |                    |  |
|  | Jugoslavia             | Jugoslavia             | 0                      |          |         |                    |                    |                    |  |
|  | Jugoslavia             | Jugoslavia             | 0                      |          |         |                    |                    |                    |  |
|  | Bulgaria               | Bulgaria               | 3                      |          |         |                    |                    |                    |  |
|  | Bulgaria               | Bulgaria               | 3                      |          | Francia | Francia            | 3                  |                    |  |
|  |                        |                        |                        |          | Francia | Francia            | 3                  |                    |  |
|  |                        |                        | Bulgaria               | Bulgaria | 1       |                    |                    |                    |  |
|  | Francia                | Francia                | Bulgaria               | Bulgaria | 1       | 3                  |                    |                    |  |
|  | Francia                | Francia                |                        |          |         | 3                  |                    |                    |  |
|  | Polonia                | Polonia                | 2                      |          |         | Finale 7º/8º posto | Finale 7º/8º posto | Finale 7º/8º posto |  |
|  | Polonia                | Polonia                | 2                      |          |         |                    |                    |                    |  |
|  |                        |                        |                        |          |         |                    |                    |                    |  |
|  |                        |                        |                        |          |         | Jugoslavia         | Jugoslavia         | 1                  |  |
|  |                        |                        |                        |          |         | Jugoslavia         | Jugoslavia         | 1                  |  |
|  |                        |                        |                        |          |         | Polonia            | Polonia            | 3                  |  |

### Finali 1º e 3º posto - Stoccolma
|  | Semifinali       | Semifinali       | Semifinali |        |        | Finale           | Finale           | Finale          |  |
|  |                  |                  |            |        |        |                  |                  |                 |  |
|  | Svezia           | Svezia           | 3          |        |        |                  |                  |                 |  |
|  | Svezia           | Svezia           | 3          |        |        |                  |                  |                 |  |
|  | Unione Sovietica | Unione Sovietica | 2          |        |        |                  |                  |                 |  |
|  | Unione Sovietica | Unione Sovietica | 2          |        | Italia | Italia           | 3                |                 |  |
|  |                  |                  |            |        | Italia | Italia           | 3                |                 |  |
|  |                  |                  | Svezia     | Svezia | 1      |                  |                  |                 |  |
|  | Italia           | Italia           | Svezia     | Svezia | 1      | 3                |                  |                 |  |
|  | Italia           | Italia           |            |        |        | 3                |                  |                 |  |
|  | Paesi Bassi      | Paesi Bassi      | 0          |        |        | Finale 3º posto  | Finale 3º posto  | Finale 3º posto |  |
|  | Paesi Bassi      | Paesi Bassi      | 0          |        |        |                  |                  |                 |  |
|  |                  |                  |            |        |        |                  |                  |                 |  |
|  |                  |                  |            |        |        | Paesi Bassi      | Paesi Bassi      | 3               |  |
|  |                  |                  |            |        |        | Paesi Bassi      | Paesi Bassi      | 3               |  |
|  |                  |                  |            |        |        | Unione Sovietica | Unione Sovietica | 0               |  |

## Classifica finale
| Classifica | Squadre          | Qualificazione                                                 |
| ---------- | ---------------- | -------------------------------------------------------------- |
|            | Italia           | Coppa del Mondo 1989 - Mondiali 1990 - Campionato europeo 1991 |
|            | Svezia           | Campionato europeo 1991                                        |
|            | Paesi Bassi      | Campionato europeo 1991                                        |
| 4          | Unione Sovietica |                                                                |
| 5          | Francia          |                                                                |
| 6          | Bulgaria         |                                                                |
| 7          | Polonia          |                                                                |
| 8          | Jugoslavia       |                                                                |
| 9          | Germania Est     |                                                                |
| 10         | Grecia           |                                                                |
| 11         | Germania Ovest   |                                                                |
| 12         | Romania          |                                                                |